# Ildikó Rónay
Ildikó Rónay-Matuscsák (ur. 25 marca 1946 w Budapeszcie) – węgierska florecistka. Srebrna medalistka olimpijska z Monachium.
Zawody w 1972 były jej jedynymi igrzyskami olimpijskimi. Srebrny medal zdobyła w drużynowym konkursie floretu. Węgierską drużynę tworzyły także Ildikó Bóbis, Ildikó Újlaky-Rejtő, Ildikó Schwarczenberger i Mária Szolnoki.